# Wagram (Karolina Północna)
Wagram – miasto w Stanach Zjednoczonych, w stanie Karolina Północna, w hrabstwie Scotland.